# Calonotos antennata
Calonotos antennata är en fjärilsart som beskrevs av Rothschild 1911. Calonotos antennata ingår i släktet Calonotos och familjen björnspinnare. Inga underarter finns listade i Catalogue of Life.